# Смешение патуа
Смешение патуа (фр. Choc des patois) — одна из самых распространённых во французской лингвистике гипотез о становлении и развитии французского языка в колониальном Квебеке, согласно которой в ходе колонизации Квебека выходцами из разных регионов Франции в течение XVIII века произошло смешение диалектов (патуа) и нивелирование различий между ними. У гипотезы имеются также и критики.

## Описание
Гипотеза основывается на утверждении, что ~7000 колонистов, прибывших из Франции в период между 1603 и 1759 годами, происходили из удалённых друг от друга регионов страны. Кроме того, за период активной фазы французской колонизации (1604—1759) в Квебеке хотя бы раз перезимовали свыше 33 000 жителей из самых разных регионов метрополии. Поскольку в самой Франции конца XVII века парижское койне было малопонятным для жителей провинции, во французской лингвистике широкое распространение получила гипотеза о том, что именно на территории колониального Квебека имело место так называемое смешение патуа. Смешение диалектов, если и имело место, то произошло очень быстро, поскольку уже в 1722 году барон Клод-Шарль Баккевиль де ля Потери, путешествовавший здесь, отметил высокую степень однородности и хорошее качество французской речи в Канаде. Это было вполне логично, учитывая тот факт, что к 1720-м годам более половины жителей колонии уже были её уроженцами (свыше 15 000 человек).

## Критикa
Критики данной гипотезы не оспаривают сам факт смешения патуа, а скорее говорят о том, что это смешение произошло не в Квебеке, а в крупных портовых городах самой Франции, а также в Париже. Путь в Квебек на корабле из Франции также занимал 3-5 месяцев. Именно из крупных портов в Канаду отправлялись мужчины, а из Парижa — женщины, в особенности «королевские дочери». В обоих случаях и те, и другие проводили в городской среде и на кораблях по нескольку месяцев или даже лет накануне отплытия в Квебек, где их провинциальные диалекты нивелировались под влиянием дореволюционного парижского койне.